# Hoofdverkeersroute B
De Hoofdverkeersroute B was volgens de lettering van hoofdverkeersroutes de weg van Amsterdam via Utrecht, 's-Hertogenbosch, Eindhoven, Roermond en Heerlen naar Duitsland. Tussen Amsterdam en Vianen liep deze weg samen met de Hoofdverkeersroute C en tussen Roermond en Sittard met de Hoofdverkeersroute M. De weg liep destijds over de rijkswegen 2, 26, 64, 68, 75 en 76. Tegenwoordig wordt deze route ongeveer gevormd door de A2 en A76.

## Geschiedenis
In 1937 werd de hoofdverkeersroute B ingesteld. Deze letter verscheen op de kilometerpalen en hectometerpaaltjes naast de weg. In 1957 werd weglettering vervangen door de Wegnummering 1957. Hierdoor kreeg de route het nummer E9. 